# Kunstjahr 1850

Spitzweg: Der Bücherwurm 1850

Liste der Kunstjahre

Kunstjahr 1850 | ►►

Weitere Ereignisse

## Ereignisse

### Architektur

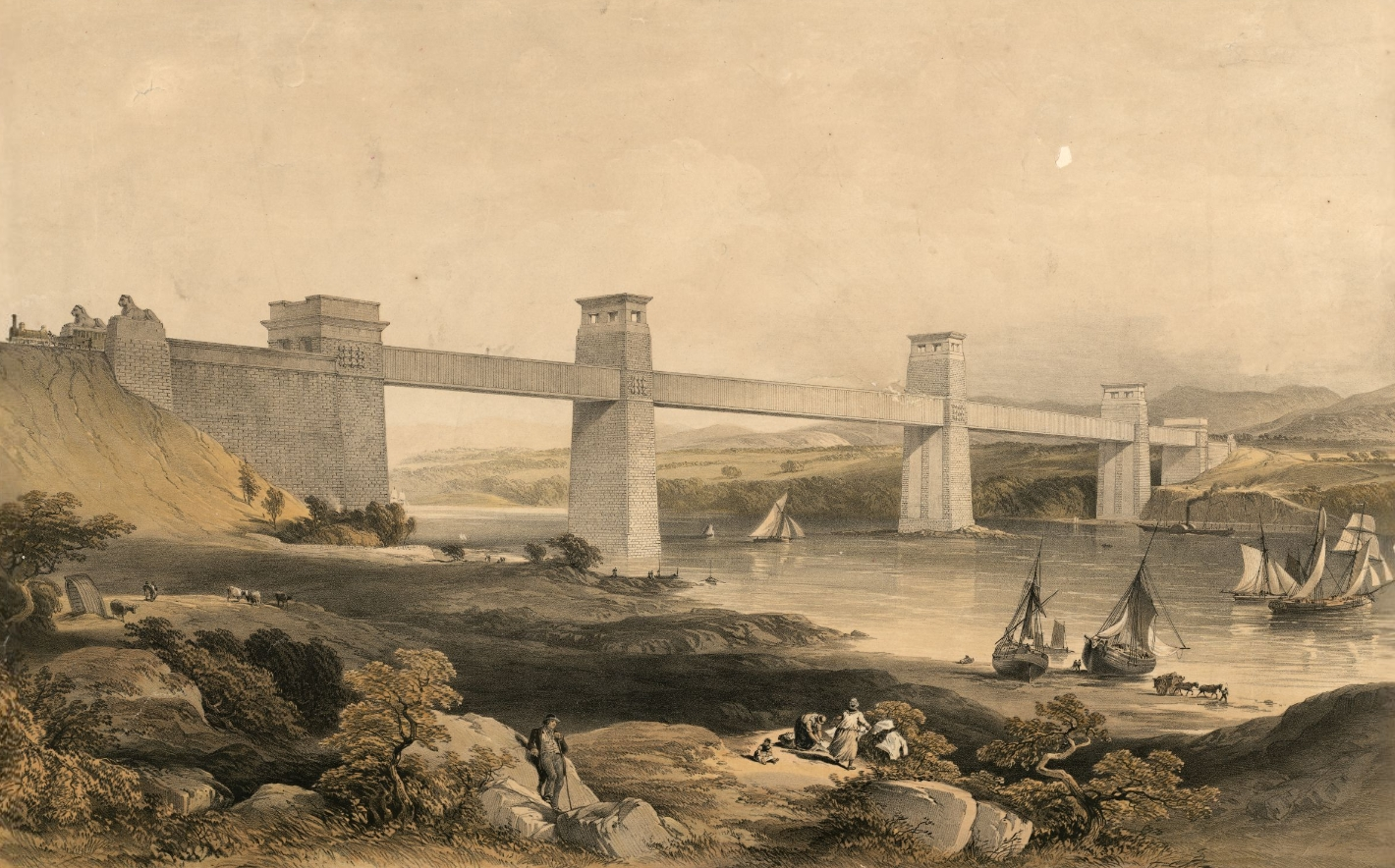
Die fertige Britanniabrücke, Lithographie von G. Hawkings, 1850

- 5. März: Die von Robert Stephenson erbaute Britanniabrücke über die Menai Strait wird eröffnet. Die Eisenbahnbrücke verbindet die Insel Anglesey in der Irischen See mit Wales.
- 24. März: Nach Vollendung der von Karl Friedrich Schinkel und Ludwig Persius entworfenen Kuppel wird die Potsdamer Nikolaikirche ein zweites Mal feierlich eingeweiht.

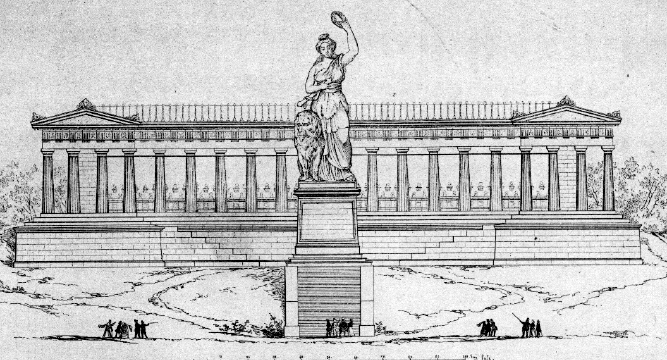
Die Bavaria vor der Ruhmeshalle, endgültige Fassung durch Klenze (Halle) und Schwanthaler (Statue)

- 9. Oktober: Zum Oktoberfest erfolgt die feierliche Enthüllung der von Ludwig Schwanthaler entworfenen und von Ferdinand von Miller gegossenen Bavaria in München. Die Ruhmeshalle ist zu diesem Zeitpunkt noch nicht fertiggestellt.
- 15. Oktober: König Maximilian II. übergibt das nach zehnjähriger Bauzeit fertiggestellte Siegestor an die Stadt München.

### Malerei

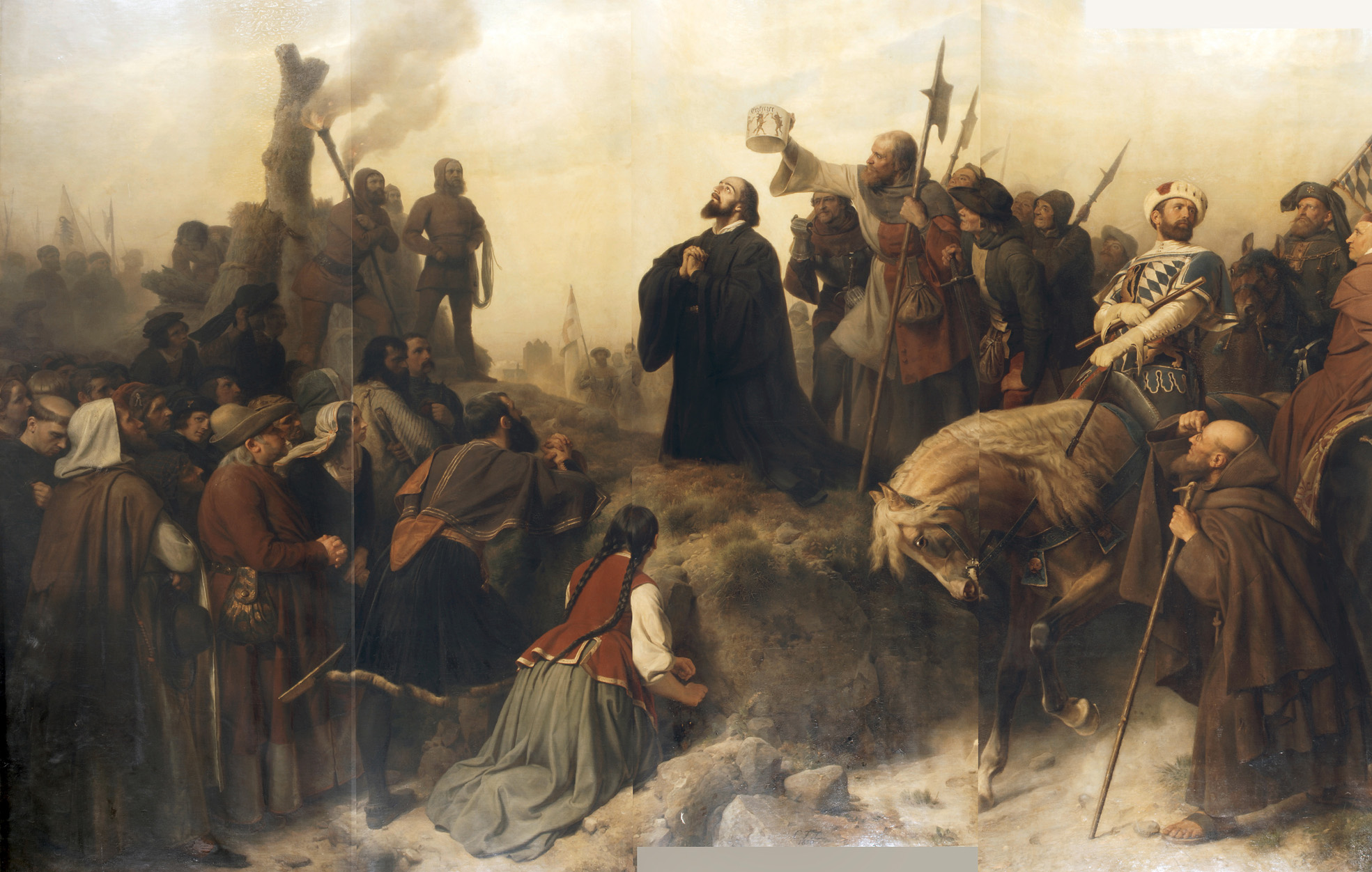
Lessing: Johann Hus vor dem Scheiterhaufen

Carl Friedrich Lessing, einer der bedeutendsten romantischen Maler der Düsseldorfer Schule, vollendet in Öl auf Leinwand das Historienbild Johann Hus vor dem Scheiterhaufen, das zum kunsthistorisch bedeutenden Werkzyklus von „Husbildern“ des Künstlers gehört. Das Gemälde wird am 29. März von dem New Yorker Kunst- und Spirituosenhändler Johann Gottfried Böker für dessen Düsseldorf Gallery am Broadway in Manhattan erworben und noch im Sommer in der Kunstakademie Düsseldorf öffentlich ausgestellt. Nach Schwierigkeiten mit der New Yorker Zollbehörde wird es ab 4. Dezember in Bökers Galerie präsentiert. 

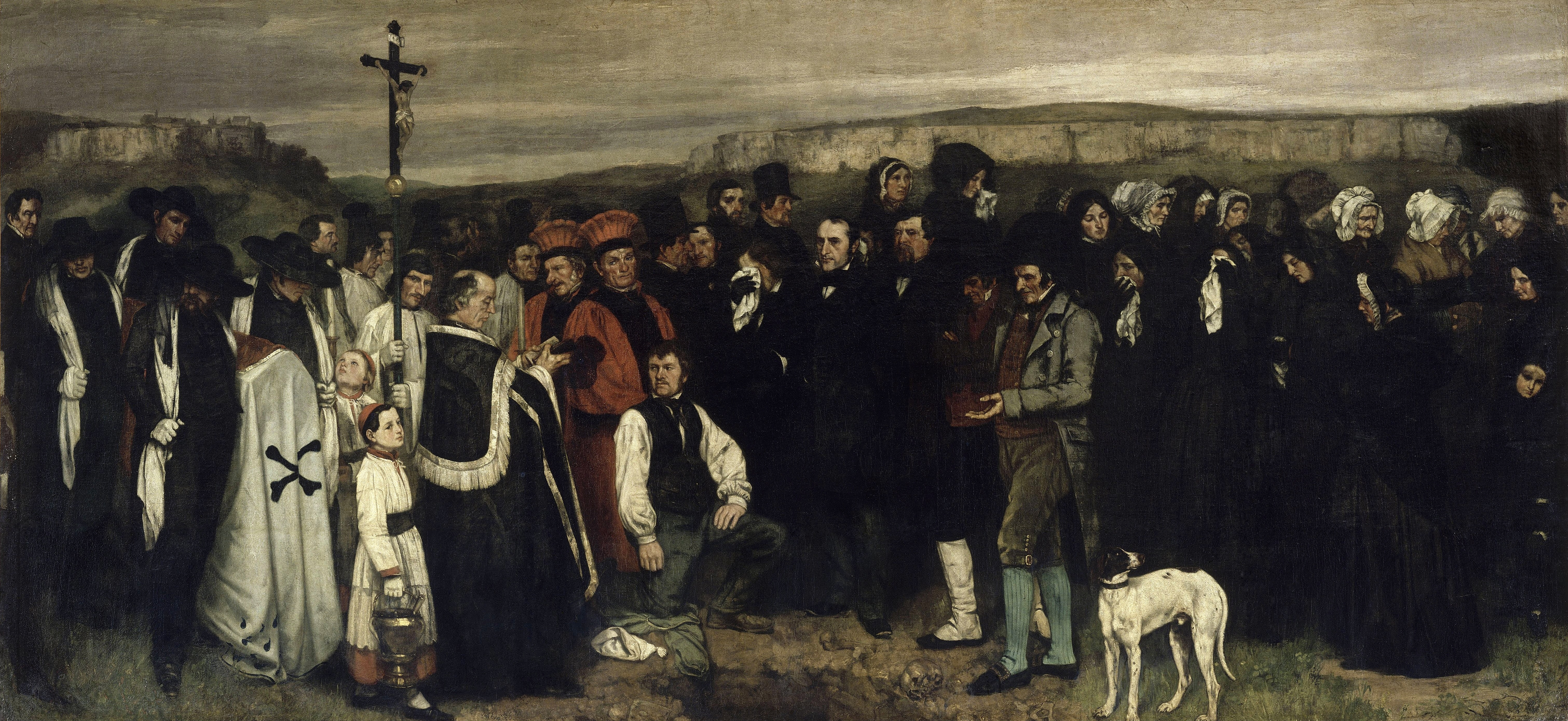
Courbet: Ein Begräbnis in Ornans

Die Ausstellung von Gustave Courbets Gemälde Ein Begräbnis in Ornans auf dem Pariser Salon führt zu einem Skandal, weil das Bild die ästhetischen Regeln der Akademischen Kunst verletze. Nach akademischen Kunstregeln fehlte es dem Gemälde an Würde, Angemessenheit und Beherrschung der Linie, Farbe, der Komposition sowie der Tiefenabstufung. Es gilt heute als ein Hauptwerk des Realismus. 
- um 1850: Die zweite Variante des Ölgemäldes Der Bücherwurm von Carl Spitzweg entsteht unter der Bezeichnung Der Bibliothekar.

### Museen und Ausstellungen

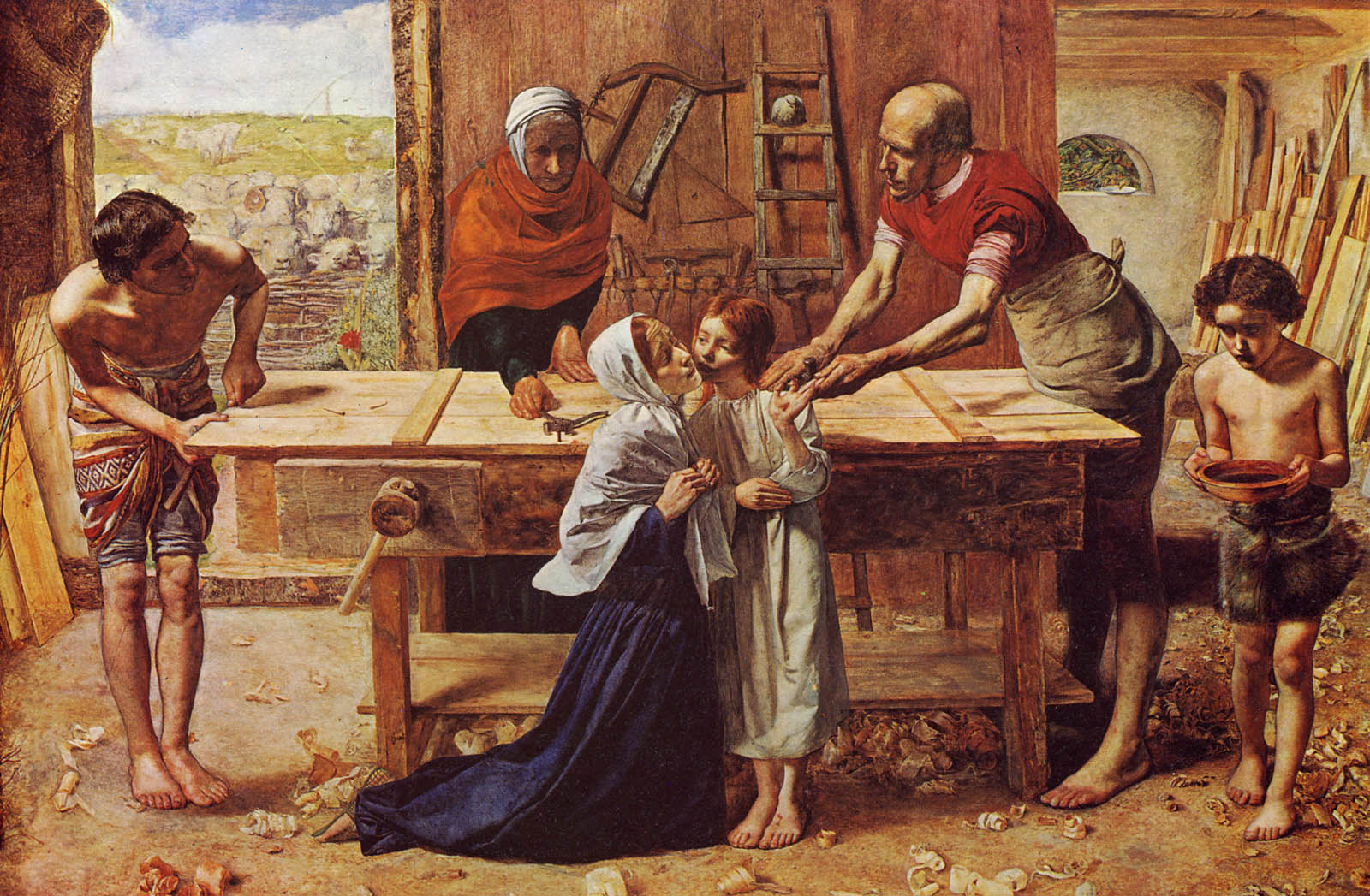
Christus im Haus seiner Eltern, 1850

Das Gemälde Christus im Haus seiner Eltern des englischen Präraffaeliten John Everett Millais, auch The Carpenter’s Shop genannt, löst bei seiner Ausstellung im Frühjahr einen der größten Skandale der Royal Academy aus. Man sieht in der Naturtreue eine Blasphemie und bei Millais „papistische“ Neigungen, ein nicht unerheblicher Vorwurf in einem religiös unduldsamen England. Einer der schärfsten Gegner ist der Schriftsteller Charles Dickens. Königin Viktoria ist so beunruhigt durch den Aufruhr, dass sie sich einige Bilder der Präraffaeliten in ihren Palast bringen lässt. Es wird bereits erwogen, die Präraffaeliten von den Jahresausstellungen der Akademie zu verbannen, als ihnen John Ruskin, dessen Meinung in der Öffentlichkeit hochangesehen ist, mit zwei Leserbriefen an die Times zu Hilfe kommt. Das öffentliche Aufsehen und die lobende Kritik Ruskins beflügelt die Präraffaeliten. 
In derselben Ausstellung wird auch das Gemälde Eine bekehrte Britenfamilie verbirgt einen Missionar vor der Verfolgung durch die Druiden von William Holman Hunt gezeigt. 

### Sonstiges

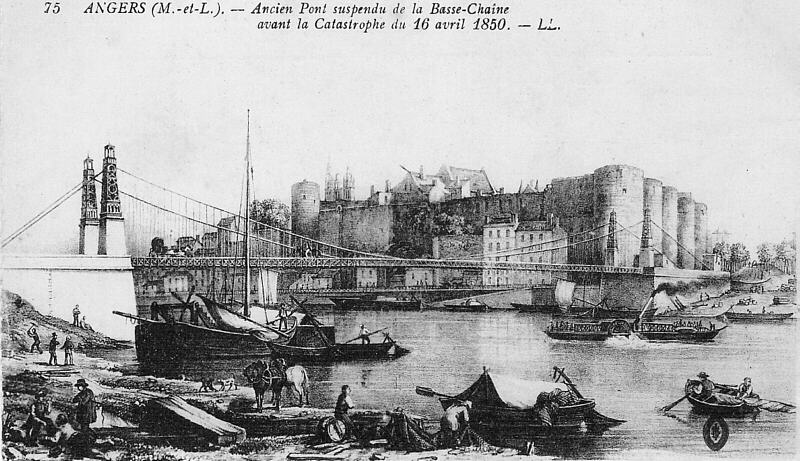
Hängebrücke von Angers vor 1850

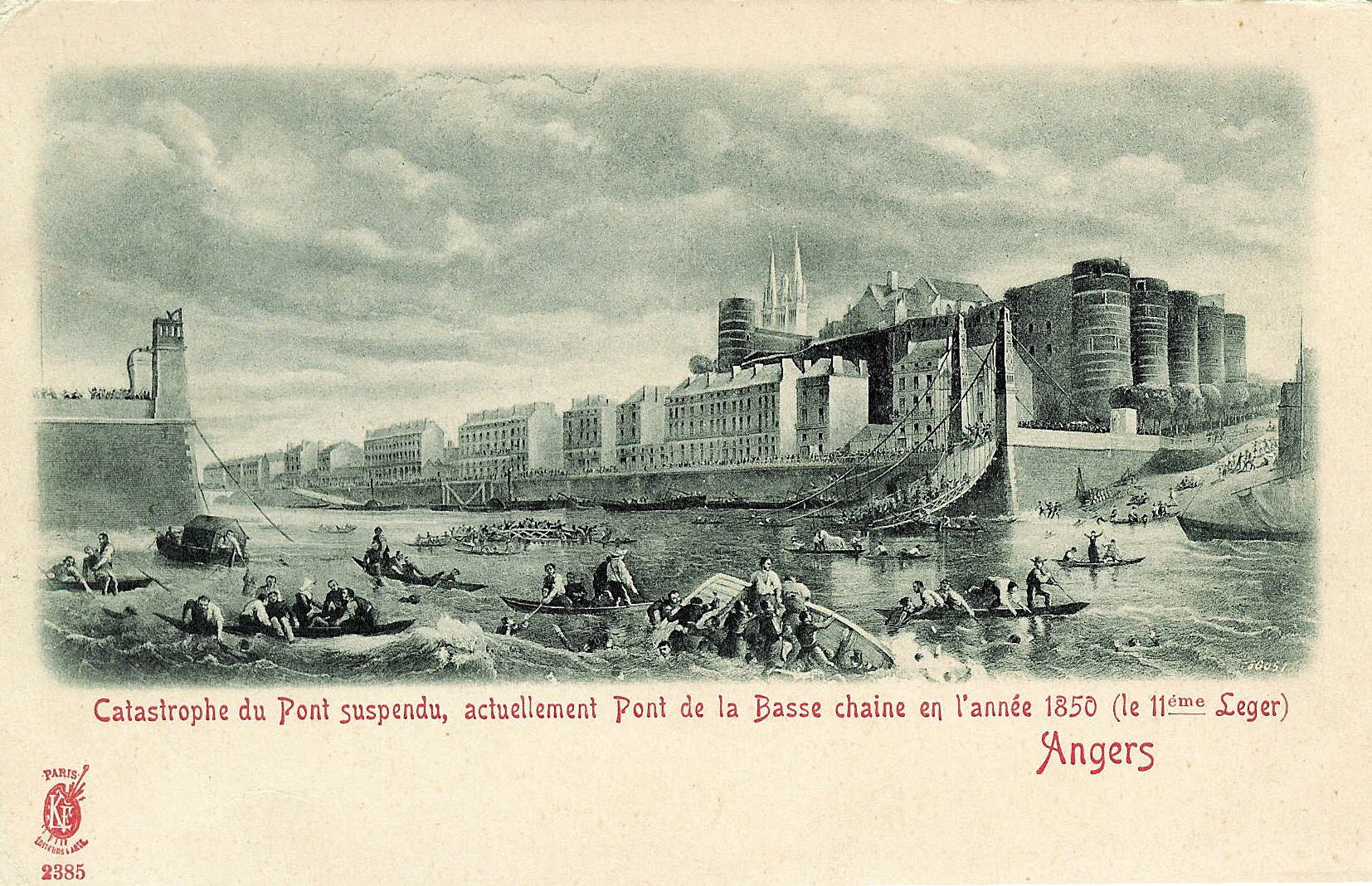
Die eingestürzte Hängebrücke

- 16. April: Aufgrund der Resonanz, welche durch Sturm und 730 zwar ohne Tritt marschierende, aber die Schwingungen ausgleichende Soldaten verursacht wird, kommt es zum Einsturz der Hängebrücke von Angers in Frankreich. Bei der Resonanzkatastrophe sterben 226 Menschen.

## Geboren
- 01. Januar: Per Hasselberg, eig. Karl Petter Åkesson, schwedischer Bildhauer († 1894)
- 25. Januar: Paul Rowald, deutscher Architekt († 1920)
- 28. Januar: John Collier, britischer Schriftsteller und Maler († 1934)

- 13. Februar: Emil Possehl, deutscher Kaufmann und Mäzen († 1919)
- 15. Februar: Ion Andreescu, rumänischer Maler († 1882)
- 18. Februar: Wilhelm Georg Ritter, deutscher Maler († 1926)
- 22. Februar: Sien Hoornik, niederländische Näherin und Modell für Vincent van Gogh († 1904)
- 22. Februar: Fjodor Wassiljew, russischer Maler († 1873)

- 11. März: Sophie von Adelung, deutsche Schriftstellerin und Malerin († 1927)
- 11. März: Eduard Züblin, italienischer Bauingenieur und Unternehmer; Pionier des Eisenbetons († 1916)
- 18. März: Richard von Drasche-Wartinberg, österreichischer Asienforscher, Industrieller und Maler († 1923)
- 21. März: Richard von Hagn, deutscher Maler († 1933)

- 02. Mai: Susanne von Nathusius, deutsche Porträtmalerin († 1929)
- 30. Mai: Anton Paul Heilmann, österreichischer Maler und Illustrator († 1912)

- 02. Juni: Friedrich August von Kaulbach, deutscher Maler († 1920)
- 23. Juni: Lockwood de Forest, US-amerikanischer Innenarchitekt und Maler († 1932)

- 10. Juli: Mathilde Block, deutsche Malerin († 1932)
- 25. August: Marie Egner, österreichische Malerin († 1940)
- 30. August: Eugène Burnand, Schweizer Maler († 1921)
- 30. August: Karl Junker, deutscher Maler, Bildhauer und Architekt († 1912)

- 01. September: Norbert Pfretzschner, österreichischer Bildhauer aus einer Tiroler Künstlerfamilie († 1927)
- 02. September: Alfred Pringsheim, deutscher Mathematiker und Kunstmäzen († 1941)
- 22. Oktober: Heinrich von Zügel, deutscher Maler († 1941)

- 06. November: Josefine Schalk, deutsche Malerin († 1919)
- 12. November: Edmund Hellmer, österreichischer Bildhauer († 1935)
- 22. November: Georg Dehio, deutscher Kunsthistoriker († 1932)
- 27. November: Jelena Dmitrijewna Polenowa, russische Malerin († 1898)
- 28. November: Robert Koehler, deutschamerikanischer Maler († 1917)
- 28. November: Gotthardt Kuehl, deutscher Maler († 1915)

- 10. Dezember: Jennie Augusta Brownscombe, US-amerikanische Malerin, Designerin, Radiererin und Illustratorin († 1936)
- 12. Dezember: Alexei Fjodorowitsch Afanassjew, russischer Maler, Graphiker und Karikaturist († 1920)
- 14. Dezember: Josef Arbesser von Rastburg, österreichischer Landschafts- und Architekturmaler († 1928)
- 21. Dezember: Lluís Domènech i Montaner, katalanischer Architekt und Politiker († 1923)

## Gestorben
- 11. Januar: Josef Klieber, österreichischer Bildhauer und Maler (* 1773)
- 14. Januar: Jean-Frédéric d’Ostervald, Schweizer Kartograph (* 1773)

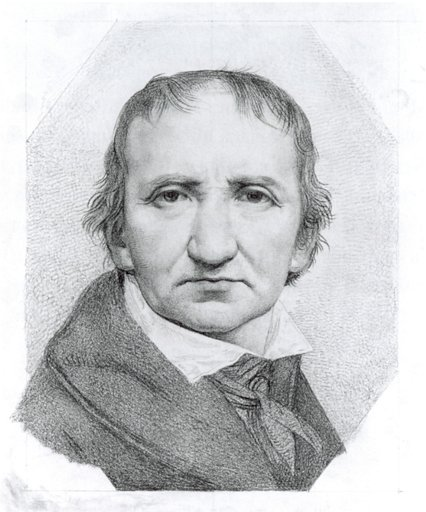
Johann Gottfried Schadow

- 27. Januar: Johann Gottfried Schadow, preußischer Bildhauer und Grafiker (* 1764)

- 20. Februar: Hermann Biow, deutscher Fotograf (* 1804)
- 23. März: Mathias Drexler, deutsch-österreichischer Steinmetzmeister und Bildhauer des Historismus (* 1790)
- 28. März: Johann Ludwig Bleuler, Schweizer Maler und Verleger (* 1792)

- 15. April: Jules Robert Auguste, französischer Maler und Bildhauer (* 1789)
- 16. April: Marie Tussaud, Wachsbildnerin und Gründerin des nach ihr benannten Wachsfigurenkabinetts (* 1761)

- 15. Mai: Johann Jakob Wolfensberger, Schweizer Maler (* 1797)
- 8. Juni: Hieronymus Hess, Schweizer Zeichner und Maler (* 1799)

- 7. Juli: Carl Rottmann, deutscher Landschaftsmaler (* 1797)
- 15. August: Johann Werner Henschel, deutscher Bildhauer (* 1782)
- 5. November: David Ferdinand Howaldt, deutscher Goldschmied (* 1772)